# 蒸鍍
蒸鍍（英語：Deposition）是指將金屬和氧化物等蒸發，使其於素材的表面附著形成薄膜的方法。屬於鍍膜中的一種，可大略分為物理蒸鍍（PVD）與化學蒸鍍（CVD）兩種。
接下來以PVD的真空蒸鍍來說明。

## 真空蒸鍍的原理
在達真空的容器中、將欲蒸鍍的材料加熱直至汽化昇華、並使此氣體附著於放置在附近的基板表面上、形成一層薄膜。依蒸鍍材料、基板的種類可分為:抵抗加熱、電子束、高周波誘導、雷射等加熱方式。蒸鍍材料有鋁、亞鉛、金、銀、白金、鎳等金屬材料與可產生光學特性薄膜的材料，主要有使用SiO2、TiO2、ZrO2、MgF2等氧化物與氟化物。蒸鍍除金屬外，樹脂與玻璃也可以使用、近年來連紙也變成可蒸鍍。
成膜時依基板與蒸鍍材料可先使用RF等離子與離子槍照射來使蒸鍍有更高的密著度。但是、被蒸鍍物是樹脂的時候這樣做會造成反效果，因此在被蒸鍍物的材質不明確下必須進行調查與事前的實驗以免造成失敗。
RF等離子加工法為真空槽内加入氬與氧氣，使已經離子化的被蒸鍍物表面變質（RF離子化）。而離子槍加工法是在離子槍內部加入氬與氧氣後在離子化的基板表面設置開有φ1mm左右小孔的畫素電極，而後將離子槍往該處照射進行加工（IAD：Ion Assist Deposition）
將容器真空化的作用為，蒸鍍材料的分子在到達基板之前，避免與容器內殘存的氣體分子發生衝突，以及可以降低蒸鍍材料的蒸發溫度。一般需要10-3～10-4 Pa程度的真空度，要達成真空情況需使用真空幫浦。
蒸鍍時的量測膜厚有使用分光學反射與折射率來計算與以水晶震動分子的蒸鍍材料的振動數變化來測量膜厚等方法。

## 真空蒸鍍的用途
光學薄膜（眼鏡與鏡片的反射防止膜、特殊鏡子等）、磁帶（錄音、錄影帶等）、構成顯示器的電極・半導體膜・絶縁膜等（電漿電視與有機EL、液晶顯示器）、手機、PDA的螢幕表面・裝飾表面用的塗層、電子零件(電容、半導體集積回路等）、食品包装材料（裝餅乾糖果用的袋子有的蒸鍍上一層鋁膜）、以至於新穎材料與建材、各式各樣範圍廣泛接可使用此加工法。電子顯微鏡的標本在製作時也使用此加工法。

## 真空蒸鍍的歷史
1857年Michael Faraday最早提出基本原理，而後、1930年代由於油擴散式真空幫浦實用化、蒸鍍主要用於製作鏡片反射防止膜。第二次世界大戰時、其他的光學機器的需求提高、真空蒸鍍也因此快速發展。